# 대한민국의 육군참모차장
육군참모차장(영문 : Vice Chief of Staff, R.O.K Army/한문 : 陸軍參謀次長)은 대한민국 육군을 대표하는 직위의 하나로 육군참모총장을 보좌한다. 국군 중장 중 서열 4위이며, 육군 중장 중 서열 1위이다.

## 역대 차장
- 이응준(李應俊), 1953년 8월 9일 ~ 1955년 9월 18일, 육군중장, 예비역편입&체신부장관
- 윤병현(尹昞賢), 1955년 9월 18일 ~ 1956년 4월 10일
- 장도영(張都暎), 1956년 4월 10일 ~ , 육군중장,2군사령관,육군참모총장,국가재건최고회의 의장
- 유재흥(劉載興), 1956년 9월 29일~,육군 중장,합참의장,국방부장관
- 장도영(張都暎), 1957년 7월 22일~,육군중장,2군사령관,육군참모총장,국가재건최고회의 의장
- 김종오(金鍾五), 1959년 2월 24일~,육군 중장,1군사령관,육군참모총장겸 합참의장
- 최경록(崔景祿), 1960년 5월 24일, 임육군중장, 육군참모총장&
- 김형일(金炯一), 1960년 9월 4일 ~ , 육군소장, 참모차장 임명과 동시에 임기제 중장 진급
- 장창국(張昌國), 1961년 3월 2일~,육군 중장,1군사령관,합참의장
- 김용배(金容培), 1962년 5월 29일~,육군 중장,2군사령관,육군참모총장
- 김계원(金桂元), 1963년 5월 25일 ~ , 육군중장,1군사령관,육군참모총장
- 임충식(任忠植), ? ~ 1967년 4월 1일, 육군대장, 합참의장,국방부 장관
- 문형태(文亨泰), 1967년 4월 1일~?,육군 중장,2군사령관,합참의장
- 김상복(金相福), ~ , 육군중장, 육군사관, 내무부차관
- 한신(韓信) 1968년 2월 26일 ~ , 육군 중장, 전투병과교육사령관
- 심흥선(沈興善) 1968년 8월 5일 육군 중장,육군사관학교장,합참의장,총무처 장관
- 서종철(徐鍾喆), 1969년 4월 17일 ~ , 육군대장, 1군사령관&대통령안보담당특별보좌관
- 노재현(盧載鉉), 1969년 9월 1일 ~ , 육군중장, 2군단장
- 이민우(李敏雨), 1972년 5월 31일 ~ , 육군중장, 국방부관리담당차관보
- 이희성(李熺性), 1979년 2월 10일 ~ , 육군중장, 1군단장&특명검열단장&중앙정보부장서리
- 윤성민(尹誠敏), 1979년 10월 30일 ~ , 육군중장,1군사령관,합참의장,국방부 장관
- 황영시(黃永時), 1979년 12월 18일 ~ , 육군 중장, 경북 영주, 1군단장&육군참모총장&감사원장서리
- 29대, 차규헌(車圭憲), 1980년 7월 18일 ~ 1980년 3월 4일, 경기 평택, 육군중장, 수도군단장&육군사관학교장&국가안전보장회의 상임위원겸 비상기획위원회 위원장
- 30대, 정호용(鄭鎬溶). 1981년 3월 5일 ~ 1981년 12월 13일
- 31대, 소준열(蘇俊烈), 1981년 12월 14일 ~ , 육군중장, 전남구례, 육사10기, 전북계엄사령관,1군사령관,재향군인회장
- 이기백(李基百), 1982년 6월 2일 ~ , 충남 연기, 육군중장
- 33대, 김홍한(金烘漢), 1983년 1월 18일 ~ ,, 연대장&군단참모장
- 박희도(朴熙道), 1983년 6월 1일 ~ , 육군대학, 육군중장
- 오자복(吳滋福), 1983년 12월 16일 ~ 1984년 7월 13일, 육군중장, 참모총장 김홍한의 순직으로 승진
- 최세창(崔世昌), 1984년 7월 13일 ~ , 육군중장, 육군사관, 경북대구, 군단장&수경사령관,국방부 장관
- 정동호(鄭東鎬)
- 박명철(朴明喆), 1932년 ~ ?, 사단장, 군단장, 육군중장, 전 병무청장
- 이진삼(李鎭三), ? ~ 1989년 3월 29일, 1군사령관,육군참모총장
- 신말업(申末業), 1989년 3월 29일 ~ 1989년 12월 22일, 육군중장,
- 이문석(李文錫)
- 김연각(金淵珏), 1990년 6월 23일 ~ , 육군중장, 육군사관, 군단장
- 김진선(金鎭渲), ? ~ 1993년 4월 9일
- 김형선(金炯璇) 1993년 4월 9일 ~1994년 12월 24일
- 이재관(李在寬), ? ~ 1996년 10월 18일
- 길형보(吉亨寶), 1996년 10월 26일 ~ , 육군중장, 육사22기, 수도군단장
- 박영익(朴寧益)
- 강신육(姜信六)
- 선영제(宣映濟)
- 신일순(申日淳)
- 홍갑식(洪甲植)
- 박흥렬(朴興烈) ?~2006년 11월 15일,육군 중장,육군참모총장
- 방효복(方孝福)
- 한민구(韓民求) 2008년 3월 21일 ~ 2009년 9월 21일
- 임관빈(林官彬)
- 조정환(曺晶煥)
- 김요환(金曜煥)
- 황인무(黃仁武) 육군 중장, 교육사령관
- 김유근(金有根) 육군 중장
- 박찬주(朴贊珠)
- 정연봉(鄭淵峯)
- 구홍모(具洪謨)
- 최병혁(崔秉赫) 2018년 11월 22일 ~ 2019년 4월 16일
- 김승겸(金承謙) 2019년 5월 10일 ~ 2020년 9월 22일
- 박주경(朴柱璟) 2020년 12월 8일 ~ 2021년 1월
- 이대웅 (직무대리) 2021년 1월 ~ 2021년 5월
- 황대일 2021년 5월 27일 ~ 2021년 12월 16일
- 안병석(安炳錫) 2021년 12월 17일 ~ 2022년 5월 25일
- 여운태(呂運泰) 2022년 6월 9일 ~ 2023년 4월 14일
- 고현석(高賢錫) 2023년 4월 17일 ~

## 같이 보기
- 육군
- 육군본부
- 해군참모차장
- 공군참모차장
- 육군참모총장
- 해군참모총장
- 공군참모총장